# 김성희 (1989년)
김성희(한국 한자: 金成熙, 1989년 5월 17일 ~ )는 대한민국의 전 가수로, 걸 그룹 카라의 전 멤버이다.

## 생애
2007년 카라를 통해 데뷔했으나 1집의 실패 이후 2008년 초 팀에서 탈퇴했다. 당시 사유는 학업으로 알려졌으나, 대부분의 팬들은 그 이유를 부모님의 반대와 신앙 생활 때문으로 추측하고 있다. 그녀가 처음 여호와의 증인을 접하게 된 것은 2002년 당시 중학교 1학년 때다. 2011년 5월 7일에 성우 양지운의 아들인 양원준과 결혼하였다. 김성희는 현재 보컬 트레이너로 활동하고 있다.

## 학력
- 청담중학교 (졸업)
- 구정고등학교 (現 (현) 압구정고등학교) (졸업)
- 한양여자대학교 실용음악과 전문학사 (졸업)

## 음반 발매

### 피쳐링·듀엣
| 앨범 정보                           | 가수              | 수록곡              |
| ----------------------------------- | ----------------- | ------------------- |
| Love Back - 출시일 : 2009년 9월 4일 | 근이(gn.E) 아우라 | - 꿈 (Duet. 김성희) |

### OST
| 방송국     | 앨범 정보                                 | 가수   | 수록곡        |
| ---------- | ----------------------------------------- | ------ | ------------- |
| SBS 드라마 | 세잎클로버 OST - 출시일 : 2005년 1월 28일 | 김성희 | - 그럼 된거죠 |